# Bintang Pepara
Bintang Pepara is een bestuurslaag in het regentschap Aceh Tengah van de provincie Atjeh, Indonesië. Bintang Pepara telt 226 inwoners (volkstelling 2010).